# Testimone d'accusa (miniserie televisiva)
Testimone d'accusa (The Witness for the Prosecution) è una miniserie televisiva britannica del 2016. Realizzata in due puntate, è stata adattata da Sarah Phelps e diretta da Julian Jarrold basata sull'omonimo romanzo di Agatha Christie. La trama, qui più elaborata ed approfondita, si basa sul racconto originale della Christie con il finale originale, diverso dalle versioni viste precedentemente a teatro, nei film e in televisione, tra le quali spicca la versione cinematografica di Billy Wilder del 1957.

## Trama
Nel 1923 a Londra, Leonard Vole viene licenziato dal suo lavoro di cameriere, dopo di che la socialite Emily French, una ricca donna nubile due volte la sua età, lo invita a tornare nella sua dimora di Kensington. Emily lo paga per essere il suo compagno fino a tre mesi dopo, quando viene trovata colpita a morte. La sua gelosa domestica, Janet, accusa Leonard, che Emily aveva reso l'unico erede del suo testamento. L'attuale compagna e convivente di Leonard, l'attrice viennese Romaine, è promossa da ballerina di fila a protagonista a teatro per vendere più biglietti sfruttando il sensazionale processo. I procuratori sostengono che Leonard abbia ucciso Emily dopo che lei avesse saputo della sua convivenza con Romaine. Il suo difensore, John Mayhew, crede nell'innocenza di Leonard ed è ispirato dalla dolce natura di Romaine. La vita di Leonard dipende dal fatto che Romaine confermi il suo alibi. Lei invece, dopo aver finto di perdonarlo per la sua trasgressione, lo visita in prigione e lo chiama: "Impiccato". Mayhew affronta Romaine, che lo prende in giro per aver creduto nell'amore. Romaine testimonia in modo struggente che Leonard è arrivato a casa dopo l'omicidio coperto di sangue, vantandosi di essere ora un uomo ricco. Mayhew incontra Christine Moffat, ex star dello show di Romaine, il cui volto è stato sfigurato dalla collega. Christine consegna a Mayhew una lettera che viene usata in tribunale per esporre il piano crudele di Romaine per impiccare Leonard al fine di sposare il suo amante, Max, che era precedentemente con Christine. Attraverso colpi di scena che si susseguono viene così rivelato il piano di Romaine per scagionare Leonard.